# Andrejs Rubins
Andrejs Rubins (ur. 26 listopada 1978 w Rydze, zm. 1 sierpnia 2022) – piłkarz łotewski, który występował na pozycji lewego pomocnika, trener.

## Kariera klubowa
Rubins urodził się w stolicy Łotwy, Rydze. Wychował się w klubie Auda Ryga, w barwach którego w 1996 roku zadebiutował w trzeciej lidze. W 1997 roku wyjechał do Szwecji i przez rok występował w tamtejszym klubie pierwszej ligi, Östers IF z miasta Växjö. Z klubem tym utrzymał się po barażach w Allsvenskan, a w 1998 wrócił na Łotwę. Został zawodnikiem najbardziej utytułowanego klubu w kraju, Skonto Ryga. Już w pierwszym sezonie spędzonym w tym klubie wywalczył mistrzostwo Łotwy, a także zdobył Puchar Łotwy. W 1999 roku ponownie został mistrzem kraju, a rok później wywalczył ze Skonto dublet.
Na początku 2001 roku Rubins wyjechał z kraju i trafił do Anglii. Do końca 2002 roku był zawodnikiem Crystal Palace F.C. W rundzie wiosennej sezonu 2000/2001 był jego podstawowym piłkarzem, ale już przez kolejne półtora roku rozegrał zaledwie 9 spotkań w Division One. W londyńskim klubie występował wraz z rodakiem Aleksandrsem Koļinką.
W 2003 roku Rubins trafił do Rosji. Został zawodnikiem Spartaka Moskwa, ale niedługo potem został wypożyczony do Szynnika Jarosław. Przez dwa lata był podstawowym zawodnikiem klubu i zajął kolejno 5. i 6. miejsce w Premier Lidze. W 2005 roku wrócił do Spartaka, ale rozegrał tylko 5 meczów dla ówczesnego wicemistrza Rosji. W 2006 roku znów grał w Szynniku, z którym spadł do Pierwszej Dywizji. W 2007 roku wypożyczono go do Liepājas Metalurgs, z którym wygrał Baltic League - 5:1 i 3:1 w finale z FK Ventspils. W 2008 roku podpisał kontrakt z azerskim Interem Baku.
| Sezon     | Klub                | Kraj        | Rozgrywki    | Mecze | Bramki |
| --------- | ------------------- | ----------- | ------------ | ----- | ------ |
| 1996      | Auda Ryga           | Łotwa       | 3. liga      | ?     | ?      |
| 1997      | Östers IF           | Szwecja     | Allsvenskan  | 11    | 0      |
| 1998      | Skonto Ryga         | Łotwa       | Virslīga     | 19    | 1      |
| 1999      | Skonto Ryga         | Łotwa       | Virslīga     | 25    | 6      |
| 2000      | Skonto Ryga         | Łotwa       | Virslīga     | 23    | 7      |
| 2000/01   | Crystal Palace F.C. | Anglia      | Division One | 22    | 0      |
| 2001/02   | Crystal Palace F.C. | Anglia      | Division One | 7     | 0      |
| 2002/03   | Crystal Palace F.C. | Anglia      | Division One | 2     | 0      |
| 2003      | Szynnik Jarosław    | Rosja       | Premier Liga | 24    | 2      |
| 2004      | Szynnik Jarosław    | Rosja       | Premier Liga | 27    | 2      |
| 2005      | Spartak Moskwa      | Rosja       | Premier Liga | 5     | 0      |
| 2006      | Szynnik Jarosław    | Rosja       | Premier Liga | 13    | 0      |
| 2007      | Spartak Moskwa      | Rosja       | Premier Liga | 0     | 0      |
| 2007      | Liepājas Metalurgs  | Łotwa       | Virslīga     | 8     | 1      |
| 2008      | Liepājas Metalurgs  | Łotwa       | Virslīga     | 10    | 0      |
| 2008−2009 | Inter Baku          | Azerbejdżan | Premyer Liqa | 19    | 6      |
| 2009−2010 | Inter Baku          | Azerbejdżan | Premyer Liqa | 30    | 3      |
| 2010−2011 | Qarabağ Ağdam       | Azerbejdżan | Premyer Liqa | 12    | 0      |
| 2011−2012 | Simurq Zaqatala     | Azerbejdżan | Premyer Liqa | 18    | 1      |

## Kariera reprezentacyjna
W reprezentacji Łotwy Rubins zadebiutował 10 października 1998 roku w wygranym 1:0 spotkaniu eliminacji do Euro 2000 z Gruzją. W 2004 roku został powołany przez Aleksandrsa Starkovsa do kadry na Euro 2004. Tam zagrał we wszystkich trzech spotkaniach: przegranych 1:2 z Czechami i 0:3 z Holandią oraz zremisowanym 0:0 z Niemcami.

## Kariera trenerska
Po zakończeniu kariery zawodniczej Rubins rozpoczął pracę jako trener dzieci i młodzieży w Ikšķile. Przed rozpoczęciem sezonu 2014 łotewskiej pierwszej ligi objął funkcję asystenta trenera w klubie FK Ogre. W 2022 roku pełnił rolę asystenta trenera w Spartaksie Jurmała.

## Śmierć
Zmarł 1 sierpnia 2022 roku.